# Gare de Romilly-sur-Seine
Gare de Romilly-sur-Seine – stacja kolejowa w Romilly-sur-Seine, w departamencie Aube, w regionie Grand Est, we Francji.
Została otwarta w 1848 przez Compagnie du chemin de fer de Montereau à Troyes. Jest stacją Société nationale des chemins de fer français (SNCF), obsługiwaną przez pociągi Intercités i TER Champagne-Ardenne.